# Алгарви
Алгарви (на португалски: Algarve; Португалски: [alˈɡaɾvɨ]  ( чуйте)) е най-южната част на Португалия.
Бивша провинция, днес съставлява икономико-статистически регион, обхващащ окръг Фару. Площта на региона е 4960 км², в него живеят 426 386 души, според преброяване от 2007 г. Главният град на провинцията е Фару.
Името Алгарви (или Алгарве) произлиза от арабското Ал Гхарб, което значи „Западът“, тъй като този регион, заедно с южната част на Алентежу, е бил дълго време мавританско владение.
Регионът е прочут със своите туристически забележителности, портокали, маслини и бадеми, а също и със уникалното си сладкарство. Той е сред най-развитите части на Португалия.